# Neroli

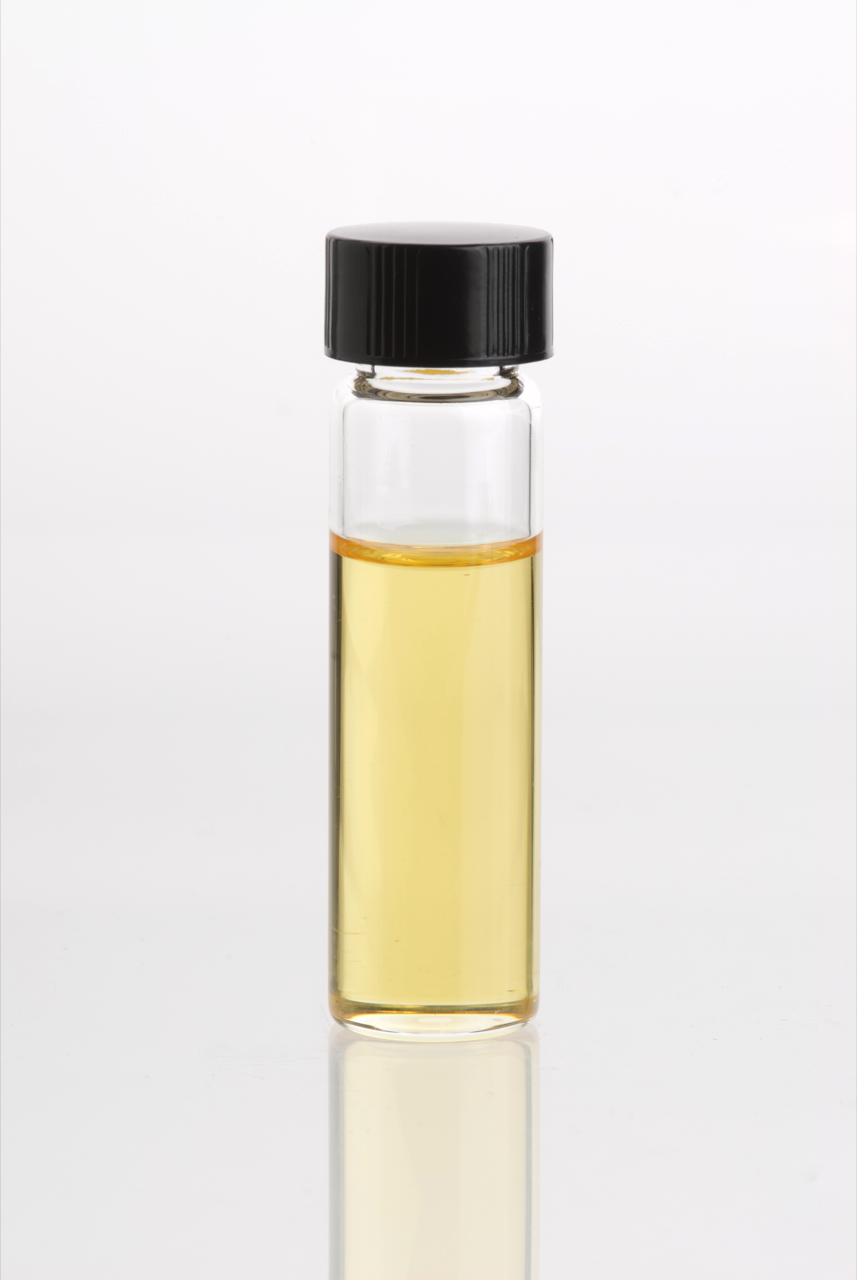
Neroliöl

Neroli, auch Neroliöl, ist ein aus der Blüte der Pomeranze Citrus aurantium, seltener aus der Orange Citrus sinensis gewonnenes Destillat – ein ätherisches Öl.

## Anbaugebiete

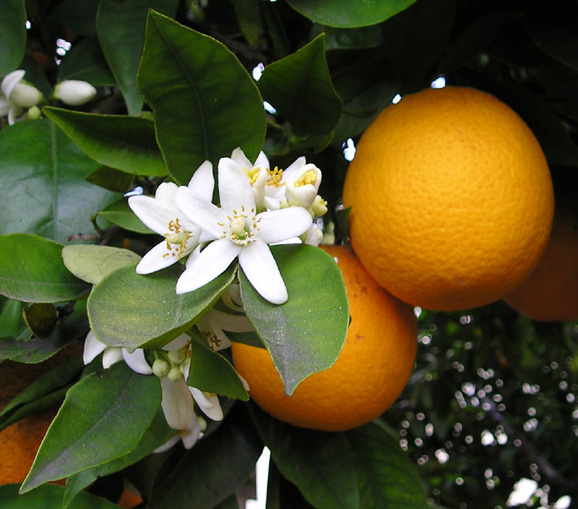
Orangenblüte und Orange – aus den Blüten wird Neroli gewonnen.

Traditionell Sizilien zugeschrieben (Neroli soll seinen Namen der Legende nach von der sizilianischen Prinzessin Nerola erhalten haben, die diesen Duft überaus liebte), wird es heute vorwiegend in den Ländern des Maghreb, also Tunesien, Marokko und Algerien, aber auch in Spanien und in der Karibik angebaut.

## Herstellung
Aus einer Tonne Blüten wird etwa ein Kilogramm ätherisches Neroliöl durch Wasserdampfdestillation gewonnen. Auch die Extraktion mit organischen Lösemitteln wie Hexan ist möglich.
Als Neroliwasser wird das Hydrolat bezeichnet, das im Gegensatz zum Neroliöl kaum Terpene enthält.

## Zusammensetzung
Bei Naturstoffen schwankt die Zusammensetzung, typischerweise besteht Neroli jedoch aus etwa 35 % Terpenen (Camphen, Pinen), 30 bis 35 % Terpenolen (vor allem Linalool, ferner Terpineol, Geraniol-Nerol und D-Nerolidol), 10 bis 11 % Ester sowie Aldehyden und Ketonen.

## Verwendung
- Als Bestandteil in Parfüms. Neroli ist im Duftprofil zart-blumig, frisch, süß, strahlend und lieblich. Es wird für die Herznote eingesetzt.
- Neroli wird aufgrund seiner entspannenden und entkrampfenden, gleichzeitig jedoch auch anregenden Wirkung für die Aromatherapie genutzt und sollte nicht mit dem Orangenschalenöl verwechselt werden.